# Karlovice (Zlín)
Karlovice é uma comuna checa localizada na região de Zlín, distrito de Zlín.